# 芬兰国徽
芬兰国徽（芬蘭語：Suomen vaakuna）于1560年在古斯塔夫一世的葬礼时被采用，同时也是芬兰共和国国徽和芬兰大公国国徽。
在芬兰国徽法案中对国徽的描述为：“红色，在九朵银色玫瑰中，一只咆哮着的戴着皇冠的狮子，右前蹄为被覆盔甲的人手，挥舞着长剑，脚踩着翻转的弯刀。”
据推测，国徽上的狮子来源于福尔孔家族，它同样也出现在瑞典国徽上。剑和弯刀与卡累利阿共和国国徽相类似。踩在狮子脚下的俄罗斯弯刀则反映了当时的政治形势。彼时，瑞典帝国与俄罗斯帝国正处于长期战争中。九朵玫瑰据推测是代表了芬兰历史上的九个省，但玫瑰的数量几经变化。
芬兰国徽在芬兰国家机关旗帜上也有体现。